# منتخب سويسرا للباندي
منتخب سويسرا للباندي هو ممثل سويسرا الرسمي في المنافسات الدولية في الباندي في فئة الباندي للرجال
.